# Sargon d'Akkad
Pour les articles homonymes, voir Sargon.
Sargon d’Akkad, forme francisée de l’akkadien Šarru(m)-kīn (qui peut se traduire par « Roi légitime »/« le Roi est légitime » ou encore « Roi loyal », etc.), fut le souverain fondateur de l’empire d’Akkad (ou Agadé), en unifiant par la force les principales cités de Mésopotamie sous son autorité. Les dates de son règne sont incertaines en raison des incertitudes sur la chronologie absolue de la période et aussi parce que sa durée de règne reste incertaine : on le situe couramment des environs de 2334 à 2279 av. J.-C., mais une proposition plus récente le situe sur la période de 2316 à 2277 av. J.-C.
Son règne demeure assez mal connu, dans la mesure où les historiens ne possèdent que quelques inscriptions commémoratives datables avec assurance du règne de Sargon (et pour la plupart connues par des copies postérieures) et peu d'archives de son temps. Les textes littéraires rédigés après la mort de Sargon dans le but de le magnifier renferment sans doute un noyau historique, mais il est difficile de démêler le vrai du faux. Selon ce qui ressort des études récentes, c'est un souverain de la petite cité d'Akkad, située en Mésopotamie centrale, placée dans l'ombre de sa voisine Kish. Dans des circonstances indéterminées Sargon parvient à renverser l'ordre établi et s'impose comme le maître de la partie nord de la Basse Mésopotamie à la fin du XXIVe siècle av. J.-C. Puis il affronte et défait Lugal-zagesi, roi établi à Uruk qui domine la partie méridionale de cette même région, le pays de Sumer. Il entreprend ensuite des expéditions militaires conclues par des succès en direction du plateau Iranien à l'est (notamment en Élam) et vers la Syrie à l'ouest (Mari, Ebla).
L'ampleur de ses conquêtes et de ses campagnes militaires est sans précédent connu pour l'histoire mésopotamienne. Son règne marque manifestement un tournant dans l'histoire de ce pays, d'autant plus que ses successeurs directs vont pérenniser ses accomplissements pour au moins un siècle, constituant ainsi ce qui est généralement considéré comme la première expérience « impériale » de l'histoire. En effet, ce règne voit la mise en place de pratiques caractérisant ce type d'État : importance de l'armée et des victoires militaires, de plus en plus lointaines, création d'une organisation politique englobant les plus petits États qu'elle a vaincus et annexés, réduits au statut de provinces, constitution d'une élite politique au sein de laquelle la famille impériale a un rôle clé, développement d'une idéologie glorifiant la figure du roi et ses exploits militaires, diffusée par des monuments commémoratifs inscrits véhiculant dans tout le royaume l'image et le discours de la royauté.
Le règne de Sargon a également fait une forte impression sur ses contemporains, et sa mémoire est restée préservée par les générations futures, qui ont élaboré des légendes à son propos, reposant au moins en partie sur des exploits qu'il a effectivement réalisés, tout en les amplifiant. Des récits concernent ainsi sa naissance, sa prise de pouvoir et certaines de ses campagnes militaires, dont une expédition manifestement imaginaire qui le conduit jusqu'en Anatolie. Sargon d'Akkad est donc devenu une des figures majeures de l'histoire mésopotamienne, généralement vu sous un jour positif comme un souverain conquérant idéal.

## Étymologie

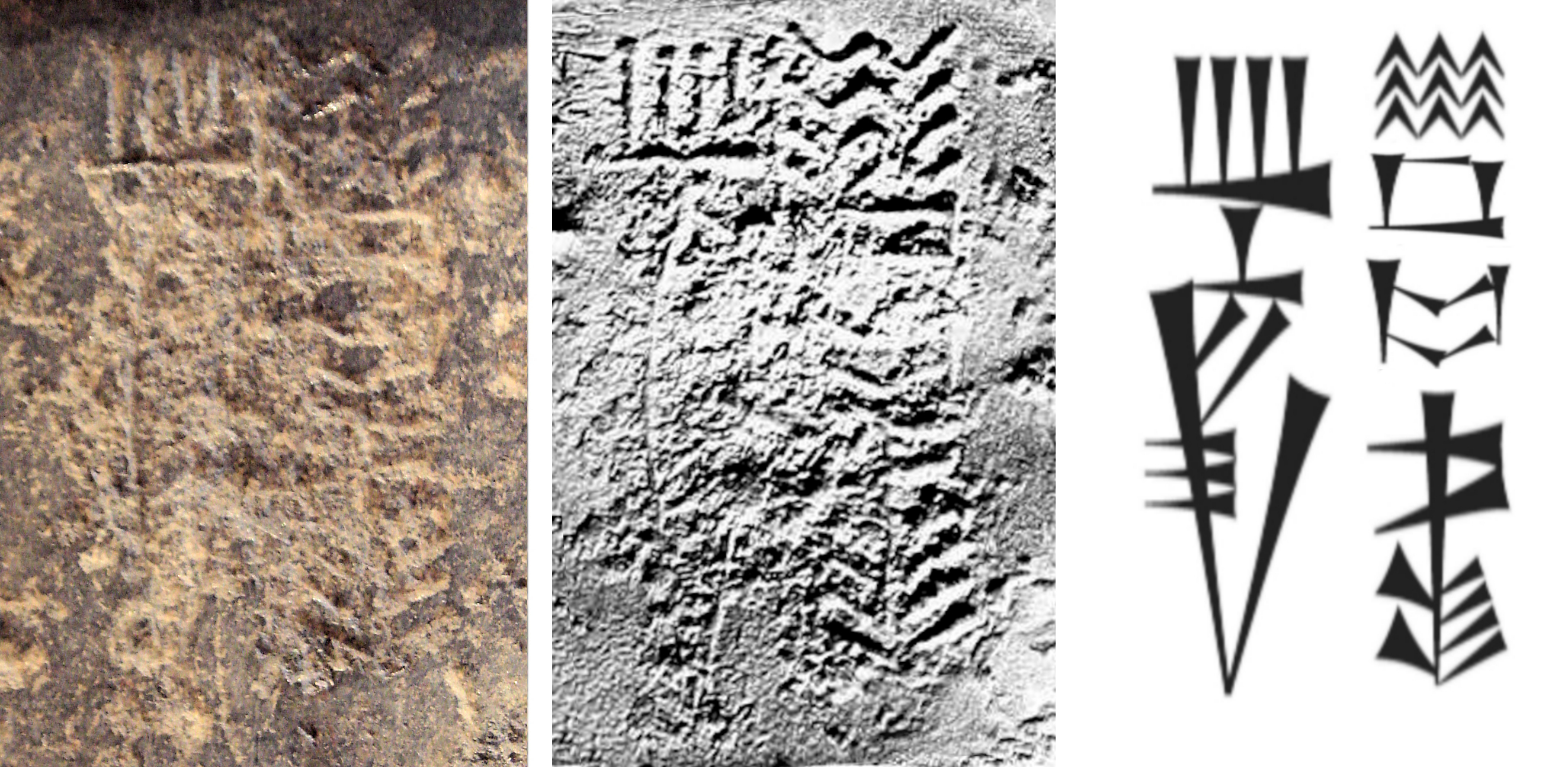
« Sargon (le) roi » (Šar-ru-gi lugal) inscrit sur une stèle du roi. Musée du Louvre.

Le nom de Sargon est en akkadien ancien, la langue de l'époque d'Akkad, śarru(m)-kēn, (adapté durant les périodes suivantes aux différentes variantes de l'akkadien, notamment en babylonien šarru(m)-kīn). Dans l'écriture cunéiforme de l'époque, il est écrit sous la forme śar-ru-GI ou šar-ru-Gi,. La signification de ce nom est débattue.
La première partie du nom, śarru(m), signifie « roi ». Jusqu'alors, ce terme ne semble pas employé couramment pour former des noms de personne en akkadien. Son équivalent sumérien, lugal, est en revanche employé couramment dans la formation de noms personnels. Qui est le « Roi » auquel le nom fait référence ? Selon certains il s'agirait de Sargon lui-même. Cela voudrait dire qu'il a changé de nom au moment de sa prise de pouvoir, en prenant ce qu'on appelle un « nom de trône », différent de son nom de naissance. Mais cette pratique n'est pas attestée à cette période, et n'est courante en Mésopotamie qu'un millénaire plus tard. En revanche, si Sargon porte le même nom depuis sa naissance, alors le « Roi » évoqué dans le nom renverrait au souverain qui régnait au moment où il est né, cherchant à lui apporter sa bénédiction. Cette pratique est courante dans les noms de personne akkadiens des périodes postérieures. Il a également été proposé que le « Roi » soit en fait une divinité,.
Le second terme, kīnu(m), a de nombreuses acceptions : « permanent », « véridique », « fidèle », « loyal », « juste », « honnête », « stable », « légitime », « correct », etc.,. Reste à savoir quel sens il prenait dans ce cas précis.
Le nom de Sargon a pu être traduit « Roi légitime », si on admet qu'il s'agit d'un nom de trône programmatique qui viserait à légitimer la position de ce roi, cherchant à faire oublier qu'il est un usurpateur. D'autres possibilités sont « Roi loyal », « Roi sûr », « Roi véridique », « le Roi est fidèle (à sa parole) », « le Roi est légitime », « le Roi est juste ».

## Sources

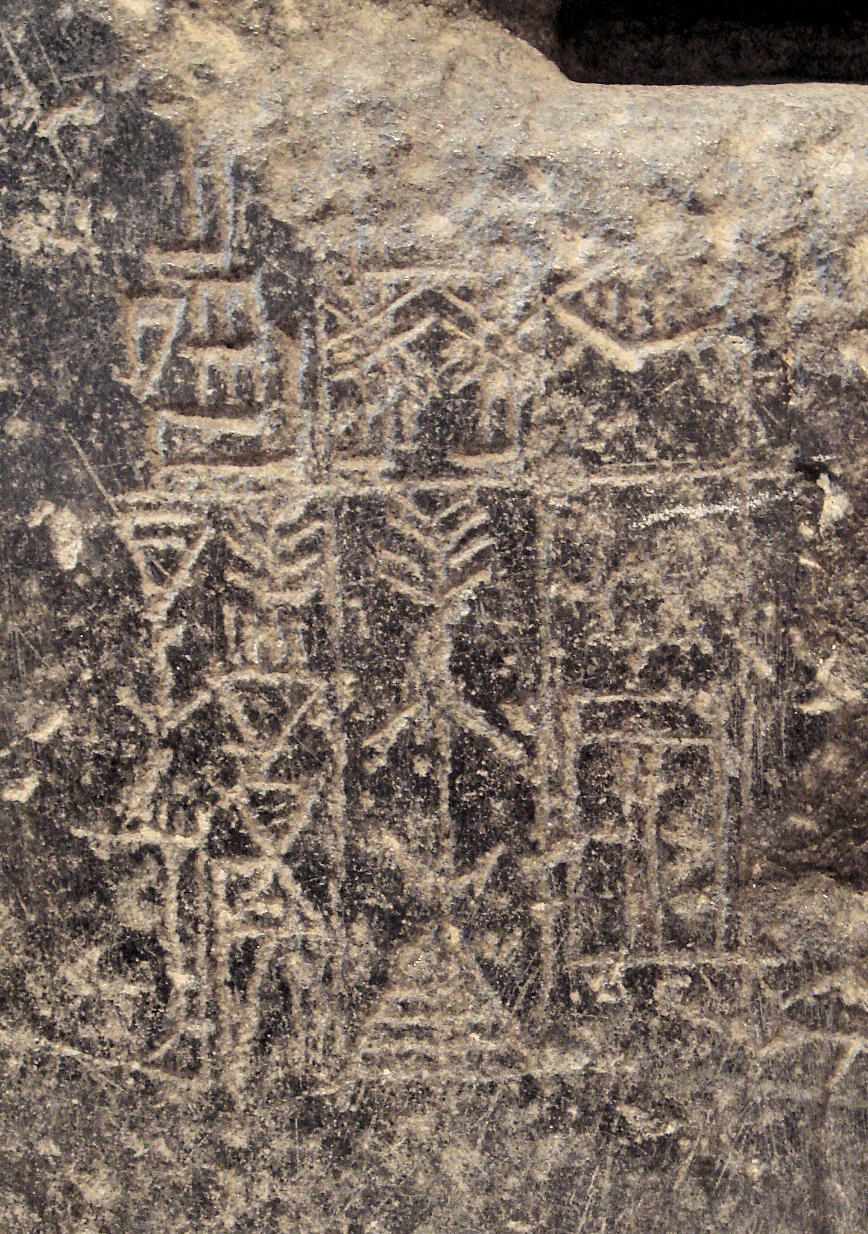
Détail d'une des rares inscriptions originales de Sargon connues, figurant sur une stèle mise au jour à Suse (Iran). Musée du Louvre.

Peu de sources primaires datées de l'époque du règne de Sargon sont connues,. Elles comprennent quelques inscriptions royales originales rédigées sur des monuments mis au jour sur des sites archéologiques. Sargon et les rois d'Akkad qui lui ont succédé ayant joui d'un grand prestige dans l'Antiquité mésopotamienne, plusieurs de leurs inscriptions monumentales ont été recopiées par des scribes sur des tablettes cunéiformes, en particulier durant la première partie du IIe millénaire av. J.-C.. C'est en particulier le cas de celles inscrites sur des monuments exposés à Nippur entreposés dans la cour du temple d'Enlil de cette ville, encore présentes un demi-millénaire après leur rédaction, et qui ont depuis disparu. En particulier, deux tablettes reprennent les copies de plusieurs inscriptions akkadiennes,,. Elles contiennent des informations sur ses conquêtes militaires, mais ne présentent pas de descriptions développées des événements. Les tablettes de copies comprennent aussi des informations sur l'aspect des monuments sur lesquels étaient inscrits les textes (type d’œuvre, emplacement des inscriptions, images).
Parmi les textes commémorant les accomplissements du roi figurent aussi les noms d'années : suivant un usage qui se répand à cette période servant à différencier les années, on donne un nom à une année en référence à un événement majeur qui s'est produit l'année précédente. Ils sont utilisés pour dater certains textes administratifs, et c'est ainsi que les historiens les identifient généralement. C'est en principe très utile pour reconstituer la trame événementielle d'un règne, à la condition que l'intégralité des noms d'années d'un roi soient connus, et qu'il soit possible de les mettre dans l'ordre. Or seuls quatre noms d'années sont connus pour le règne de Sargon (pour un règne crédité d'au moins 40 années), commémorant tous des victoires militaires, qui sont également évoquées dans les inscriptions royales. Ces noms d'années sont : « Année où Arawa fut détruite », « Année où Sargon détruisit l'Élam », « Année où Mari fut détruite », « Année où Sargon alla (en campagne) au Simurrum ».
Du règne de Sargon datent également des documents d'archives, des tablettes cunéiformes provenant notamment d'Adab, d'Umma et de Nippur.
Des sources écrites rédigées postérieurement au règne de Sargon témoignent de l'apparition d'une tradition légendaire à son propos. Elles fournissent avant tout des informations sur leur époque de rédaction, en particulier sur l'idéologie de la royauté. Quant à leur utilité pour reconstituer l'histoire de l'empire d'Akkad, elle est débattue. Il a souvent été relevé que ces traditions avaient été jusqu'à influencer l'image de l'époque d'Akkad chez les historiens modernes, qui ont souvent eu tendance à trop se reposer sur elles pour étudier les règnes des rois akkadiens, voire à reprendre sans le recul nécessaire la vision « héroïque » et « impériale » de la période qu'elles charrient. Il est aujourd'hui reconnu qu'il est difficile, mais pas forcément impossible, de les mobiliser pour reconstituer le règne de Sargon : elles reposent manifestement sur une base de vérité, puisqu'une partie de ces textes s'inspire d'inscriptions commémoratives, mais elles comprennent une large partie de faits imaginaires inventés des siècles après sa mort. Certains historiens s'en passent lorsqu'il s'agit de reconstituer l'histoire de l'empire d'Akkad, d'autres en revanche estiment nécessaire de continuer à les mentionner,.
Les sources non textuelles sont très peu nombreuses. Parmi les sculptures datables du début de l'époque d'Akkad par leur style, seule une stèle fragmentaire porte une inscription au nom de Sargon. Une ou deux autres pourraient dater de son règne. Le début de la période d'Akkad (le règne de Sargon et de ses deux successeurs Rimush et Manishtusu) ne peut être distingué de la fin de la période des dynasties archaïques sur des critères matériels dans les niveaux archéologiques des sites mésopotamiens. Sans trouvaille épigraphique, il est impossible de les dater plus précisément.

## Famille
Comme les autres rois de la dynastie d'Akkad, Sargon ne mentionne pas son père dans ses inscriptions. L'identité de ses parents demeure donc inconnue. Les inscriptions du temps de Sargon mentionnent des membres de sa famille : son épouse Tashlultum, sa fille Enheduanna, personnalité notable car devenue prêtresse du dieu Nanna/Sîn à Ur et autrice supposée de plusieurs œuvres littéraires, et son fils Su-Enlil. Deux de ses fils lui succèdent sur le trône (dans un ordre incertain) : Rimush et Manishtusu. Un autre de ses fils, Ilaba'ish-takal, est connu par l'inscription de l'obélisque de Manishtusu

## Le règne de Sargon

### Incertitudes chronologiques
Comme il est de mise pour cette période reculée, le déroulement des événements ayant eu lieu durant le règne de Sargon ne peut être reconstitué avec précision :
- on ignore la durée exacte de son règne : la Liste royale sumérienne le crédite, selon les versions, de 40, 54, 55 ou 56 années de règne, ce qu'il est impossible de confirmer faute de sources[3],[28] ;
- on ignore à quel moment il monte sur le trône, et par suite, étant donné l'incertitude sur sa durée de règne, à quel moment il meurt ; aussi ses dates de règne proposées par les historiens ne sont qu'approximatives[3], et on trouve différentes propositions : 2334-2279 av. J.-C.[29], 2324-2285 av. J.-C.[30], 2316-2277 av. J.-C.[31] ;
- on ignore à quel moment de son règne se produisent les événements évoqués dans les inscriptions du roi, notamment sa victoire contre Lugal-zagesi qui est un moment charnière[29].

### Contexte

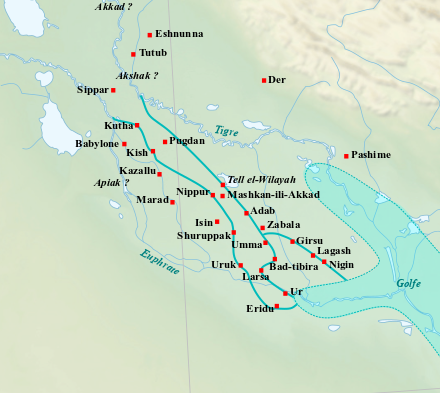
Localisation des sites principaux de Mésopotamie méridionale durant la période d'Akkad.

Le règne de Sargon commence durant la période dite des « dynasties archaïques », plus précisément dans sa dernière phase, numérotée IIIB (ou DA IIIB, v. 2500-2300 av. J.-C.). La Basse Mésopotamie est alors marquée par une division politique entre plusieurs royaumes de petite taille organisés autour d'une ville principale et d'autres agglomérations, que l'on appelle couramment « cités-États ». Du point de vue linguistique, la partie sud de la région est peuplée de personnes qui parlent le sumérien, tandis que le nord est peuplé de personnes parlant une langue sémitique, l'akkadien ancien, et cette distinction semble se retrouver dans une certaine mesure dans les domaines politique et culturel, bien qu'il ne soit pas évident qu'elle se traduise aussi par des oppositions à caractère ethnique. Le XXIVe siècle av. J.-C. est caractérisé par plusieurs évolutions politiques et militaires majeures : les conflits entre royaumes sont de plus en plus courants, voire quasi-permanents ; certains royaumes ont acquis les moyens de conduire des expéditions qui les amènent loin de leurs bases ; l'idée d'unification de la Basse Mésopotamie semble apparaître, en particulier autour des cités d'Uruk, d'Ur et d'Umma dont les rois effectuent des conquêtes plus grandes que leurs prédécesseurs, ce qui a pu être qualifié de phase « proto-impériale ». Le roi Enshakushana d'Uruk (v. 2350 av. J.-C.) est le premier à constituer une entité politique vaste, puis son héritage est repris par Lugal-zagesi (v. 2340-2316), roi implanté à Umma puis à Uruk. Il soumet notamment les royaumes de Lagash et d'Adab, et domine la cité sainte de Nippur. La partie méridionale de la Basse Mésopotamie, le pays de Sumer, est donc placée sous sa coupe,.
La situation de la partie septentrionale de la Basse Mésopotamie et de la Mésopotamie centrale, d'où émerge Sargon, est à ce même moment très mal connue. Ce pays de population majoritairement locutrice d'une langue sémitique, l'akkadien ancien, semble dominé par la cité de Kish au début de la période DA III. Enshakushana d'Uruk proclame avoir vaincu cette cité, ainsi qu'un autre royaume puissant de la région, Akshak. Ce conflit implique peut-être également des royaumes de Syrie, Ebla et Mari, rivaux l'un de l'autre, le premier étant l'allié de Kish et le second celui d'Uruk. En tout cas, la puissance de Kish a perdu de sa superbe au début de règne de Sargon.

### Origines et prise de pouvoir
En l'état actuel des connaissances, Sargon émerge dans le nord de la Basse Mésopotamie, probablement en tant que souverain de la cité d'Akkad (ou Agade), ville dont la localisation exacte est inconnue, mais qu'il faudrait situer dans la région de confluence du Tigre et de la rivière Adhem (au sud de l'actuelle Samarra), ou bien plus bas vers l'actuelle Bagdad (confluence du Tigre et de la Diyala), donc au nord des royaumes de Kish et d'Akshak,,,. C'est donc dans cette région, entre le Tigre, l'Adhem et la Diyala, appelée Wari'um ou Uri dans les textes antiques, qu'il faut situer le territoire dominé par Sargon dans les premières années de son règne. En tout cas Akkad n'est manifestement pas une fondation de ce roi, contrairement à ce qu'une tradition littéraire prétend. Elle n'a néanmoins probablement pas une histoire ancienne, apparaît certes dans quelques sources précédant directement l'époque des conquêtes de Sargon (notamment une archive de Khafadje, l'antique Tutub), mais ne semble pas avoir joué de rôle politique significatif jusqu'alors,.
Le début de règne de Sargon, avant sa victoire contre Lugal-zagesi vers 2300 av. J.-C., reste impossible à approcher faute de sources contemporaines des faits. On ne sait pas qui est son père, s'il est d'ascendance royale (plusieurs textes postérieurs à son règne disent que non, ce qui est impossible à confirmer), donc s'il commence son règne en tant que roi de la cité d'Akkad ou bien s'il l'a conquise. Il aurait régné au moins 18 années avant de contrôler la Basse Mésopotamie, selon les estimations de Sallaberger et Schrakamp.
On ne sait pas exactement quand et comment il est monté sur le trône d'Akkad, ni dans quelles circonstances les régions du nord de la Basse Mésopotamie autrefois sous l'hégémonie de Kish passent sous son contrôle. Une tradition largement postérieure aux faits, rapportée par la Liste royale sumérienne et la légende en sumérien relative à Sargon fait de ce dernier un usurpateur ayant commencé sa carrière en tant qu'échanson du roi Ur-Zababa de Kish, avant de le renverser selon le texte de la légende ; en revanche la Liste interpose cinq autres rois de Kish entre les deux mais fait quand même de Sargon l'auteur de la fin de la domination de Kish. De plus, parmi les titres que se donne Sargon dans ses propres inscriptions, le plus courant est celui de « roi de Kish »,. S'appuyant sur ces différents éléments, certains historiens ont proposé d'y voir une trace de la réalité historique : Sargon serait à l'origine un roi vassal de Kish, qui se serait rebellé avec succès contre son suzerain (que ce soit Ur-Zababa ou un autre) et serait ainsi devenu le maître de cette cité et par la même occasion celui du nord de la Basse Mésopotamie,. Au regard du caractère fictionnel de cette légende, un tel scénario reste néanmoins hypothétique,,,. À tout le moins, le déclin de Kish est corroboré par les sources textuelles de l'époque, ainsi que des destructions sur le site archéologique, et semble fournir à Sargon l'opportunité de prendre sa place.
Des allusions à Sargon se trouvent peut-être dans des sources de l'époque. Un nom d'année d'Enshakushana semble évoquer une victoire contre Akkad (vers 2310), sans faire référence au roi qui dirige alors cette cité, qui pourrait bien déjà être Sargon. Le fait que l'événement soit jugé digne de servir de nom à une année implique que cette cité soit alors devenue un adversaire de taille. Les autres sources potentielles sur Akkad avant les conquêtes de Sargon sont difficiles à dater,. Des tablettes mises au jour à Ebla et datant de la période précédant la destruction de la ville mentionnent des échanges de cadeaux avec un roi de Kish qu'il a été proposé d'identifier à Sargon,,.

### La conquête du pays de Sumer

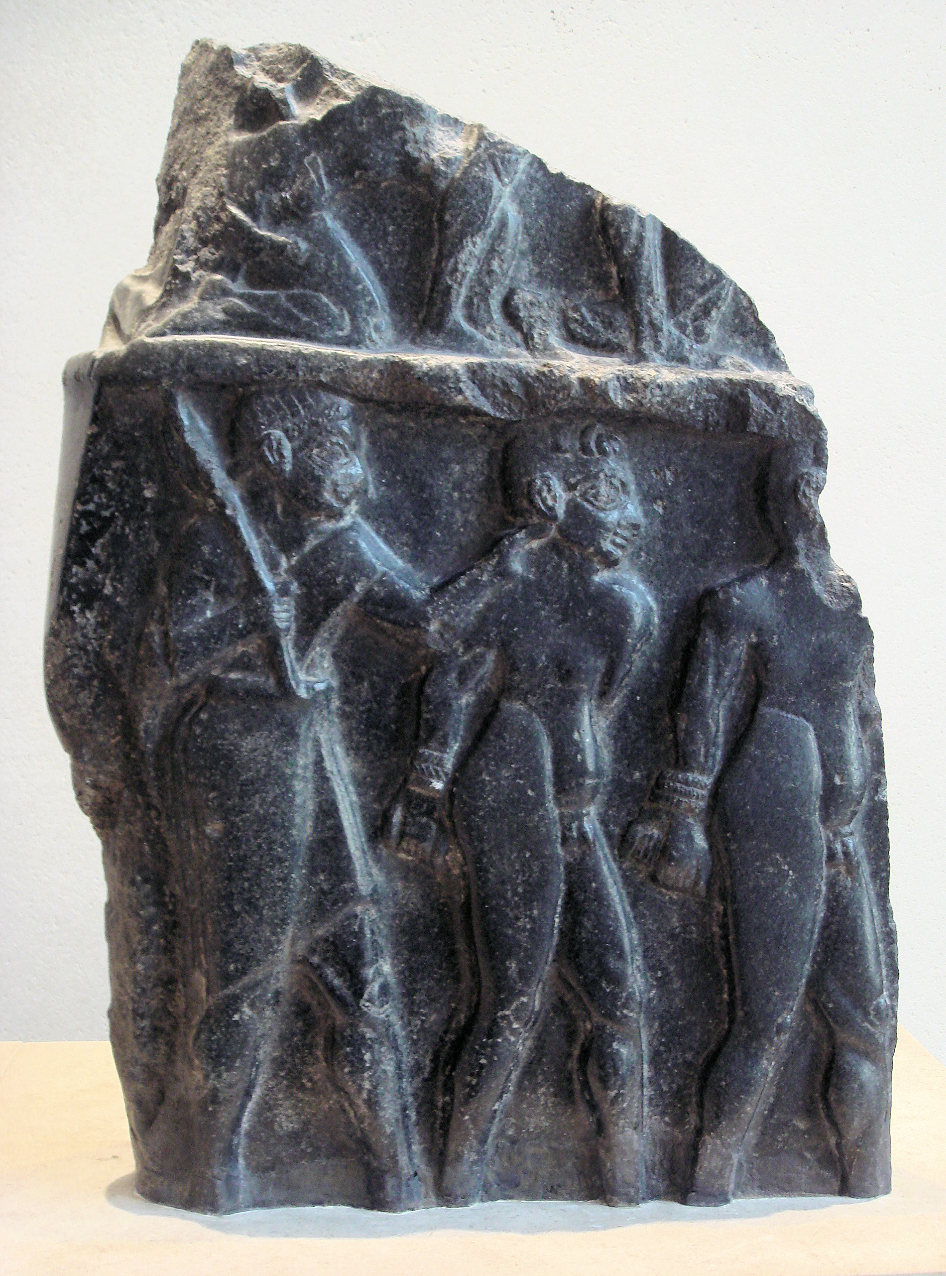
Stèle de victoire fragmentaire d'un roi d'Akkad (Sargon ?) : un guerrier akkadien conduit deux prisonniers nus. Musée du Louvre.

Les circonstances dans lesquelles Sargon entre en conflit contre Lugal-zagesi sont également énigmatiques, et plusieurs propositions de scénarios ont été émises par des spécialistes. Selon les sources datables de son règne, trois batailles sont nécessaires pour vaincre Lugal-zagesi et ses alliés, et enfin prendre Uruk. Les murailles de la cité sont rasées, et le vaincu est fait prisonnier et conduit à Nippur au sanctuaire du dieu Enlil, le dieu qui octroie la souveraineté et qui a donc tranché en faveur de Sargon.

« Sargon, le roi d'Akkad, le préposé d'Inanna, le roi de Kish, l'oint d'Anu, le roi du Pays, le vicaire d'Enlil, vainquit la ville d'Uruk et détruisit son rempart. Il défit Uruk dans une bataille et fit prisonnier Lugal-zagesi, le roi d'Uruk, au cours de la bataille ; il l'amena dans un carcan à la porte d'Enlil,. »

La date de cette conquête est également discutée, en lien avec les questionnements sur la durée de règne de Sargon. Elle se produit en gros autour de 2300 av. J.-C., par exemple Sallaberger et Schrakamp proposent plus précisément 2292,. Quoi qu'il en soit, le triomphe de Sargon sur Lugal-zagesi est un événement d'une importance considérable puisqu'il lui permet de dominer le sud du pays de Sumer, et l'intégralité du « Pays » (sumérien kalam), sur lequel s'étend l'autorité d'Enlil. Les inscriptions de Sargon évoquent les autres grandes villes conquises à l'occasion ou lors de campagnes qui ont lieu dans la foulée : Ur, Eninmar, Lagash, Umma. Par ses conquêtes, Sargon est parvenu jusqu'à la « mer Inférieure », le golfe Persique, dans laquelle il a pu laver ses armes,.

« Sargon, le roi d'Akkad, défit Ur dans une bataille et il vainquit la ville et il détruisit son rempart. Il vainquit Eninmar et détruisit son rempart et en vainquit le pays et Lagash jusqu'à la mer. Il lava ses armes dans la mer. Il défit Umma dans une bataille et il vainquit la ville et il détruisit son rempart,. »

### Des expéditions lointaines

L'empire d'Akkad sous Sargon et ses successeurs.

Sargon se singularise aussi de la plupart des rois qui le précèdent par le fait qu'il porte son regard au-delà de la Basse Mésopotamie, et entreprend des expéditions militaires à l'extérieur. Souvent mises en avant par les récits postérieurs à son règne, elles sont peu documentées pour la période de son règne : quelques noms d'années, des passages d'inscriptions officielles, des monuments non écrits, et quelques textes administratifs. Leur chronologie est indéterminée : il est généralement considéré qu'elles se produisent après sa victoire contre Lugal-zagesi, mais il se peut que certaines aient déjà lieu avant. Leurs finalités sont également mal comprises : il ne semble pas que le projet initial ait été de conquérir durablement des territoires, ces campagnes semblant surtout servir à obtenir de la gloire et des richesses, dominer des voies commerciales riches, abaisser des puissances extérieures.

« Sargon, le roi de Kish, gagna 34 batailles ; il détruisit les remparts jusqu'au bord de la mer. Il amarra au quai d'Akkad les bateaux de Meluhha, les bateaux de Magan (et) les bateaux de Dilmun.

Sargon, [le roi] se prosterna en prière devant Dagan. Dagan lui donna le pays supérieur : Mari, Yamurti, Ebla, jusqu'à la Forêt des cèdres et aux Monts d'argent,. »

Sargon a mené des guerres en direction de l'est, dans le plateau Iranien. Il proclame avoir défait l'Élam (notamment dans un nom d'année) et le plus lointain Marhashi (Parahshum). Un nom d'année évoque également sa victoire sur Urua (ou Arawa), située sur la route entre la Mésopotamie et l'Élam. Plusieurs inscriptions détaillent les chefs capturés et évoquent le butin pris lors de ces campagnes. Le pays du Simurrum, situé dans le Zagros occidental au nord de la Diyala, est également une de ses victimes commémorées dans un nom d'année. Ces pays sont situés sur des routes conduisant aux riches gisements de minerais et de pierre qui se trouvent plus à l'est.
Il est plus douteux qu'il ait accompli des conquêtes dans le golfe Persique, jusqu'au pays de Magan (Oman), comme cela a pu être proposé à partir d'une interprétation hypothétique d'un passage d'une inscription fragmentaire de son petit-fils Naram-Sin. Dans deux inscriptions, Sargon proclame en tout cas avoir fait venir jusqu'à Akkad des bateaux provenant de différents pays bordant le golfe, à savoir Dilmun (Bahrein), Magan et Meluhha (la vallée de l'Indus où s'épanouit alors la civilisation harappéenne). Le fait d'avoir établi des connexions à finalité commerciale avec ces pays, qui jusqu'alors concernaient surtout les cités de Sumer, profitant du développement des échanges sur le golfe, serait déjà un accomplissement digne d'être commémoré,.
La Syrie est un autre espace où Sargon est actif. Au début de son règne, trois puissances dominent la région : Mari (actuel site de Tell Hariri) sur le Moyen-Euphrate, Nagar (Tell Brak) dans la région du Khabur, et Ebla (Tell Mardikh). Dans une de ses inscriptions, Sargon proclame que le grand dieu souverain de l'espace syrien, Dagan, dont le sanctuaire majeur est situé à Tuttul (Tell Bi'a), lui a donné la souveraineté sur ces régions, qu'il désigne comme le « Haut Pays », de la même manière qu'Enlil lui a octroyé la souveraineté sur la Basse Mésopotamie (le « Pays » tout court). Un de ses noms d'années proclame sa victoire contre Mari, site qui subit justement une destruction vers cette période, qui est généralement vue comme la conséquence de ce conflit (une proposition alternative situe la destruction plus tard, sous Naram-Sîn). La même incertitude existe quant à Nagar et Ebla : cette dernière est détruite à cette période, mais plutôt avant les conquêtes de Sargon, par sa rivale Mari ; elles ont certes pu être la cible des armées de Sargon, mais il n'en parle pas dans les inscriptions connues. Il évoque seulement le fait d'avoir dominé ces régions et les pays occidentaux plus lointains encore et riches en ressources naturelles, la « Forêt des cèdres », c'est-à-dire le Liban et/ou l'Amanus, et les « Monts d'argent », en Anatolie. Là encore Sargon semble avoir à la fois bousculé l'ordre politique et mis la main sur des flux de richesses de premier ordre.
Bien que Sargon prétende avoir soumis un espace joignant la mer Inférieure (le golfe Persique) à la mer Supérieure (la Méditerranée), il est donc peu probable qu'à ce stade ses victoires militaires se soient soldées par des conquêtes durables. Ce sera l'affaire de ses successeurs.

### Idéologie et organisation du royaume

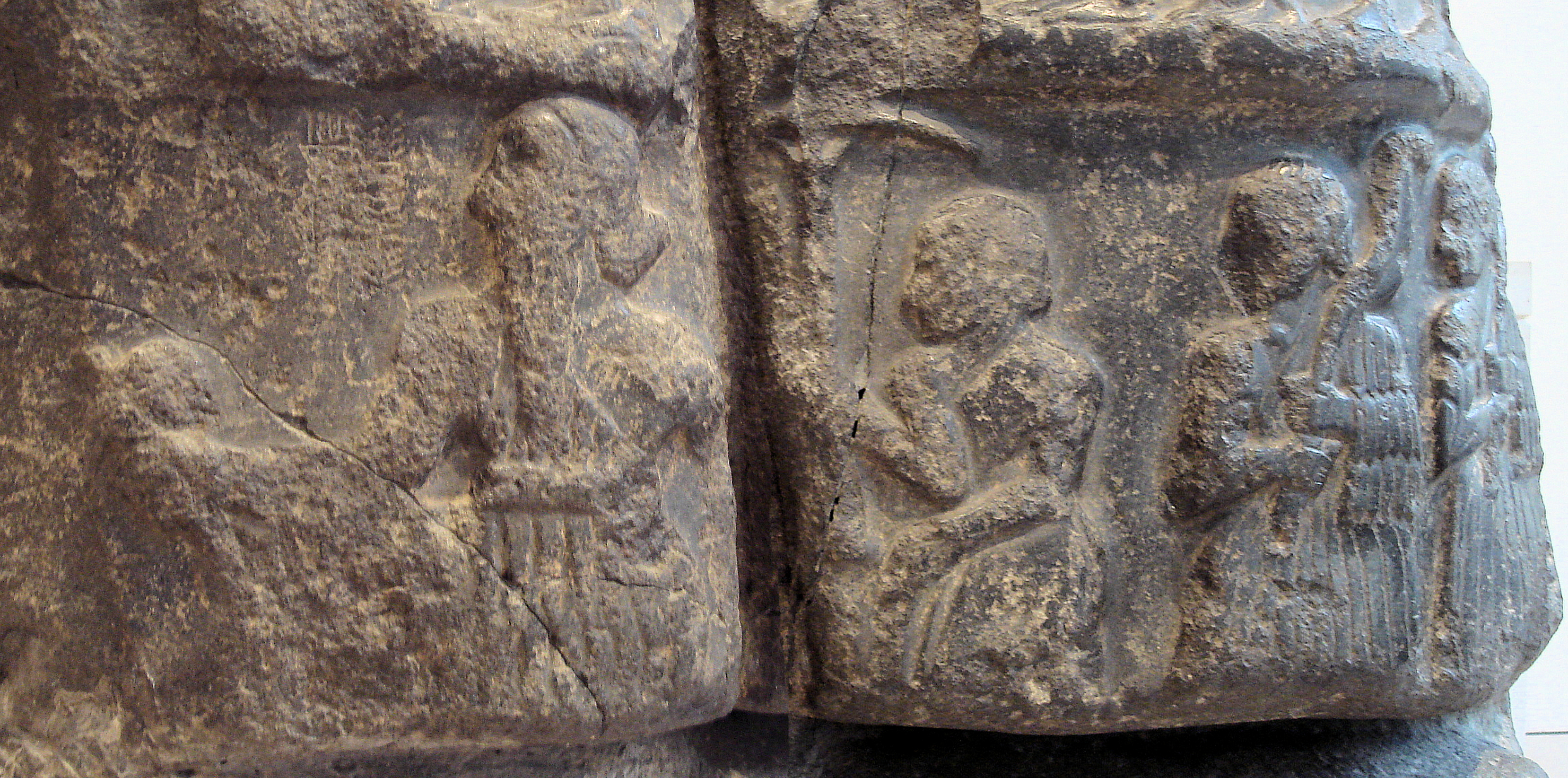
Stèle fragmentaire de Sargon, représentant le monarque conduisant ses troupes. Retrouvée à Suse (Iran), elle y a peut-être été placée dès le règne de Sargon, ou bien était exposée en Mésopotamie et a été emportée à Suse plusieurs siècles après la mort de Sargon en tant que butin. Musée du Louvre.

Les inscriptions commémoratives de Sargon témoignent de changements par rapport aux époques précédentes. Alors que les inscriptions antérieures sont rédigées en sumérien, les scribes commencent à rédiger aussi des inscriptions en akkadien, notamment des inscriptions bilingues akkadien-sumérien. Quant aux thèmes abordés, ils relèguent au second plan les actes de piété envers les dieux, pour s'attarder plus sur les conquêtes militaires. Les supports originaux de ces inscriptions renvoyaient également à ces triomphes, puisqu'il s'agissait souvent de pierres ou de métaux qui avaient été obtenus par les pillages ayant suivi les victoires qu'ils commémorent. Certaines comprenaient des images illustrant ces victoires. Elles étaient déposées de façon privilégiée dans des sanctuaires, auprès des divinités qui avaient octroyé ses succès à Sargon, avant tout dans l'Ekur, le temple du dieu Enlil situé à Nippur. L'impact de ces inscriptions, et donc de l'idéologie qu'elles charrient, sur les générations futures se voit dans le fait qu'elles sont préservées essentiellement sous la forme de copies effectuées des siècles après leur rédaction, et que certains de leurs passages servent d'inspiration dans les récits de la légende de Sargon.
Les inscriptions commanditées par Sargon après sa victoire sur Lugal-zagesi montrent qu'il se pare de plusieurs titres affirmant ses ambitions hégémoniques, première étape vers la constitution de l'idéologie de la royauté akkadienne que ses successeurs vont finaliser : « Roi du Pays » (sumérien lugal kalam-ma), « Grand vicaire du dieu Enlil » (ensi-gal Enlil) et « Roi de KIŠ » (lugal KIŠ), ce qui peut être compris, selon le sens qui est donné à l'idéogramme KIŠ, comme « Roi de (la cité de) Kish », ou bien « Roi de la Totalité »/« Roi du Monde » (šar kiššatim en akkadien). D'autres titres ont un aspect religieux plus prononcé : « prêtre/oint (pa-šeš/pašišum) du dieu An », ce qui est une référence à la cité d'Uruk, et « préposé (maškim) de la déesse Inanna/Ishtar », ce qui renvoie à la cité d'Akkad,. Dans les inscriptions postérieures il est plutôt désigné comme « Roi de KIŠ ».

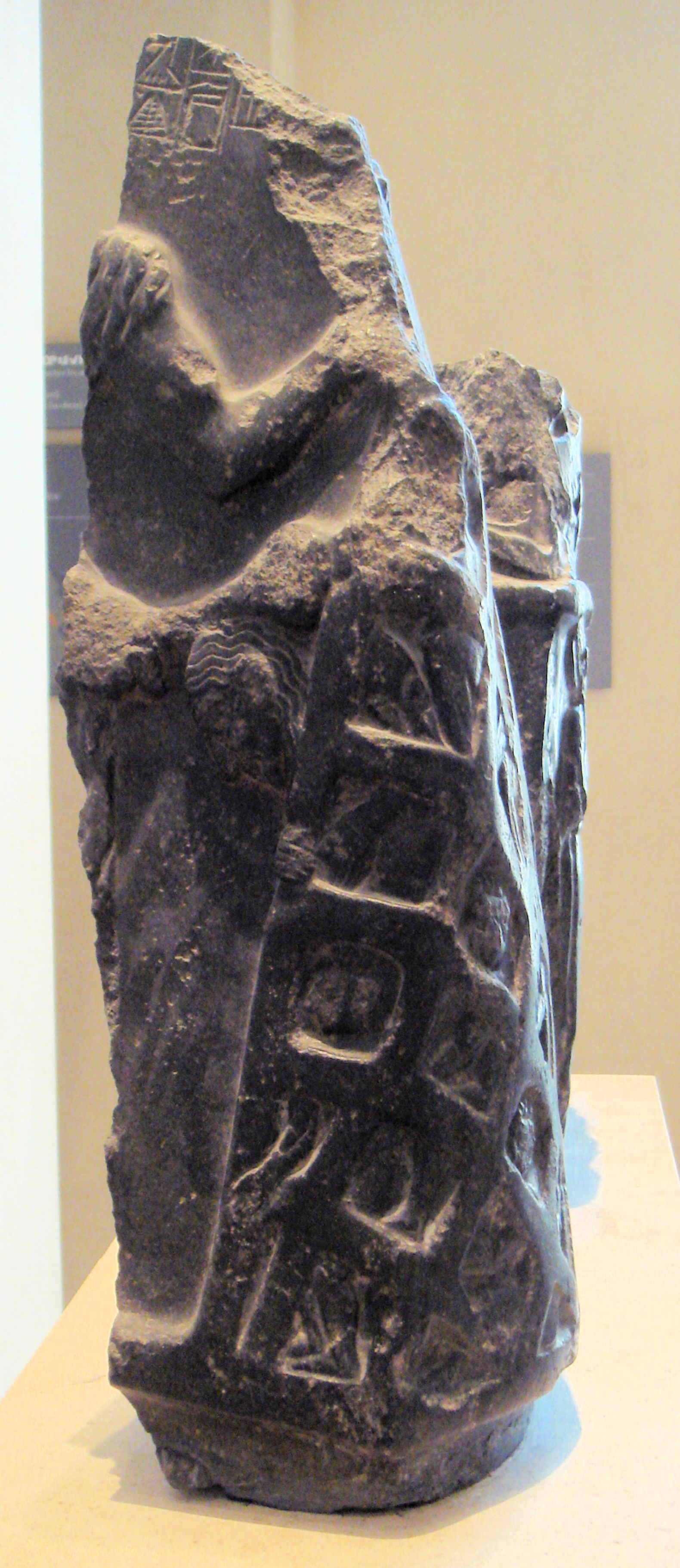
Fragment d'une stèle des débuts de l'empire d'Akkad, peut-être du règne de Sargon : un roi retient des prisonniers ennemis dans un filet. Suse (Iran), Musée du Louvre.

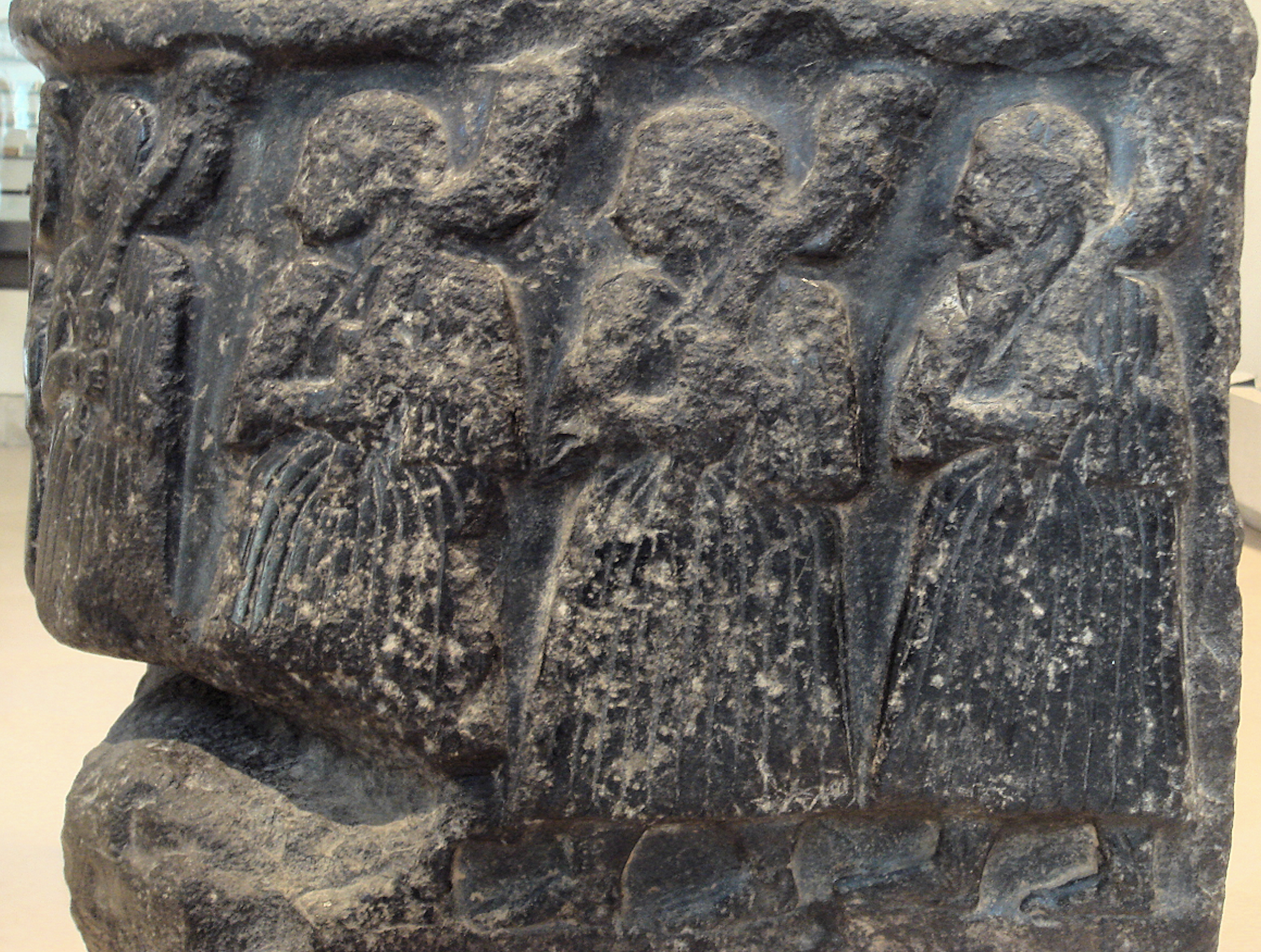
Stèle fragmentaire de Sargon, représentant le monarque conduisant ses troupes retrouvée à Suse (Iran) (cf. ci-dessus) : les soldats akkadiens, armés de masses. Musée du Louvre.

L'armée de Sargon constitue la base de son pouvoir et la clef de ses succès : son royaume repose sur la puissance militaire. Il entreprend plusieurs campagnes militaires durant son règne, dont des expéditions lointaines, et les seuls noms d'années connus pour son règne célèbrent tous des victoires militaires, se faisant l'écho de ses inscriptions royales. Celles-ci évoquent ses succès, résumés comme les « 34 batailles » dans lesquelles il a été victorieux. Les copies postérieures de plusieurs d'entre elles se terminent par une liste de souverains vaincus, sans doute des légendes illustrant les représentations de ces mêmes personnes figurant sur les stèles originales. Les stèles connues pour le règne de Sargon et les débuts de l'empire, fragmentaires, ont une thématique militaire. La stèle mise au jour à Suse (Iran) portant une inscription fragmentaire au nom de Sargon représente le roi suivi par un serviteur tenant un parasol, puis des soldats. Une autre provenant du même site, dont le fragment d'inscription ne permet pas d'identifier le roi, semble également attribuable à Sargon ; un roi akkadien y tient un filet comprenant des ennemis capturés, suivant un motif repris de l'art des dynasties archaïques (stèle des Vautours), parmi lesquels Foster propose de retrouver Lugal-zagesi. Une des longues inscriptions célébrant son triomphe contre Lugal-zagesi évoque les « neuf régiments d'Akkad », division en neuf corps qui ressort également dans un texte de l'époque de son petit-fils Naram-Sîn. Une de ses inscriptions mentionne également le fait qu'il nourrit à sa table quotidiennement 5 400 hommes, qui sont généralement compris comme étant des soldats, liés personnellement au roi, une véritable armée de métier. Mais l'essentiel des informations sur l'armée d'Akkad (commandement, corps de troupes, armement) datent de l'époque des successeurs de Sargon,.
L'organisation du royaume au temps de Sargon est approchée en premier lieu par quelques inscriptions commémoratives. Il maintient Akkad comme capitale, même après avoir soumis les cités les plus vénérables du Sud mésopotamien,. Les anciens royaumes sont devenus des provinces confiées à des gouverneurs (qui portent le titre ancien d'ensí). Deux inscriptions mentionnent le fait que Sargon a placé au poste de gouverneurs des « fils d'Akkad ». Le sens de cette expression est discuté. Cela pourrait indiquer qu'il aurait donc placé à la tête de ses conquêtes des gens proches de lui en qui il avait pleine confiance, originaires d'Akkad. Cette tentative ne semble pas avoir été concluante, au moins dans les pays sumériens généralement dirigés par des administrateurs qui ont un fort ancrage local. Cette approche insiste donc sur une opposition entre éléments « Akkadiens » et « Sumériens », et sur le fait que la domination des premiers susciterait une répulsion chez les seconds. Une interprétation alternative, reposant surtout sur des sources postérieures (notamment l'obélisque de Manishtusu), est le fait que l'expression de « fils d'Akkad » indique simplement les gens loyaux au service du roi et distingués par lui (par l'octroi de fonctions majeures et de domaines), sans distinction d'origine. Selon B. Foster, qui traduit cette expression par « Akkadiens », « ce terme faisait référence à une nouvelle classe de dépendants royaux qui n'avaient pas du tout besoin d'être nés à Akkad. Ce qui faisait d'eux des Akkadiens, c'était leur volonté de quitter leur propre ville et communauté, d'entrer au service du roi et de dépendre de lui pour une promotion. » De fait rien n'indique clairement une discrimination envers les « Sumériens ». Parmi les gouverneurs connus pour l'époque de Sargon, celui d'Adab, Meskigala, porte un nom sumérien et est déjà en place avant la conquête de Sargon. Des gouverneurs de cités sumériennes attestés, seuls deux, en poste à Umma, ont un nom à consonance akkadienne.
Au niveau inférieur, les tablettes administratives des cités sumériennes Adab, Umma et Nippur indiquent également de mêmes continuités : les administrateurs et les scribes portent des noms sumériens, restent en poste après la conquête, et poursuivent les pratiques administratives antérieures. Le principal changement est le fait qu'il faut désormais rendre des comptes à Akkad, où on voit le gouverneur d'Adab se déplacer à plusieurs reprises, tout en recevant dans l'autre sens des visites de Sargon dans sa province. On remarque également l'apparition d'unités de mesure akkadiennes dans des textes administratifs. La présence d'Akkad se fait surtout par le biais de militaires, qui semblent servir de relais du pouvoir royal. Le gouverneur d'Adab pourrait de plus avoir participé personnellement à la campagne vers la « Forêt des cèdres ».
Finalement, ainsi que le résume I. Schrakamp : « le règne de Sargon dans le sud fut caractérisé par une intégration des anciennes cités-États dans le royaume en tant que provinces, l'installation de membres de la famille royale et de la cour royale à des postes clés, et la présence de militaires et de représentants sargoniques dans ces provinces, tandis que les pratiques administratives locales se sont poursuivies, indiquant que les rangs inférieurs de l'administration régionale sont restés en place malgré le changement de régime. »

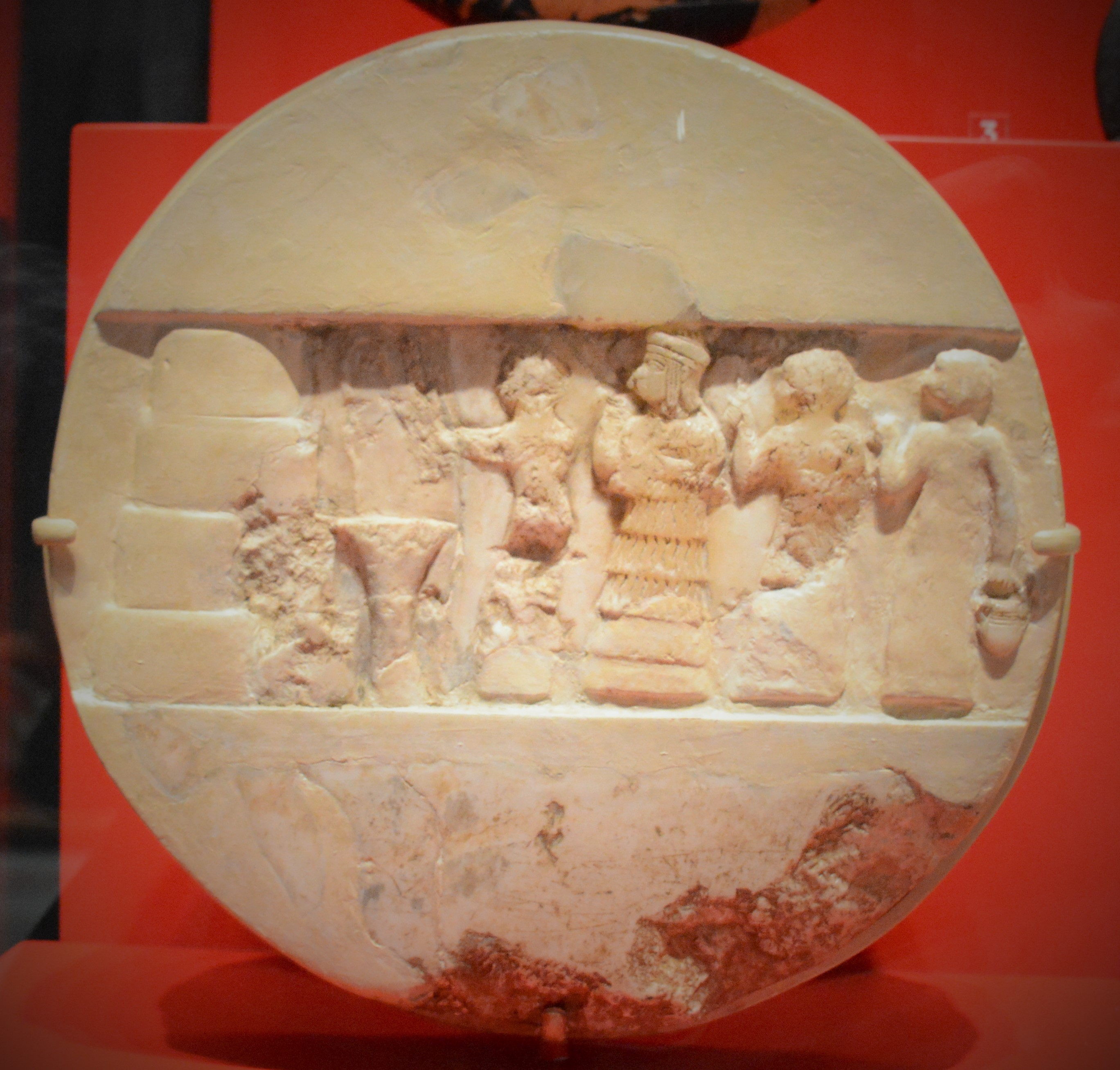
Disque représentant une scène rituelle avec Enheduanna représentée au centre. Penn Museum.

Le rapport entre Sargon et les contrées méridionales qu'il a conquises est également illustré par le cas de sa fille Enheduanna, nommée grande prêtresse du dieu Nanna à Ur, donc dans un des principaux sanctuaires du pays sumérien. Il est possible qu'une autre de ses filles ait été installée comme grande prêtresse du dieu Enlil à Nippur. Cela permettait d'implanter des membres de la famille royale à des postes-clefs dans le milieu de l'administration des grands temples, où les fonctions majeures sont tenues par l'élite locale. On ne sait pas exactement s'il fut le premier à faire cela, mais en tout cas ses successeurs poursuivront cette pratique. Enheduanna a une place à part puisque la tradition lui a attribué la composition de plusieurs hymnes religieux, dont l'authenticité est discutée. On y a relevé quoi qu'il en soit les éléments caractéristiques de l'idéologie religieuse de l'époque, mis au service de la domination d'Akkad : proclamation de l'unité et de l'indivisibilité des pays conquis, célébration de la déesse Inanna, figure protectrice de la dynastie d'Akkad,.
La situation de la partie nord de la Basse Mésopotamie, et en particulier celle de la capitale Akkad, nous échappe faute de sources.
Quant aux régions situées au-delà de la Basse-Mésopotamie qui ont été vaincues par Sargon, il n'y a pas d'indication claire qu'une présence akkadienne notable y ait été maintenue à cette époque, contrairement à ce qui se passe sous ses successeurs,. Il aurait plutôt cherché à étendre son influence, profiter des voies d'échanges à longue distance, et éventuellement installé des régimes amis par endroits.

### La portée du règne de Sargon
Après la mort de Sargon, vers 2284, 2279 ou 2277 av. J.-C., ses deux fils Rimush et Manishtusu se succèdent sur le trône d'Akkad, mais on ne sait pas dans quel ordre. Ils préservent et consolident l’œuvre de leur père, par de nouvelles campagnes militaires victorieuses à l'extérieur, et aussi, sous Rimush, la défaite de révoltes qui ont embrasé des cités du sud de l'empire. L'héritage de Sargon lui survit donc. Sa lignée se maintient ensuite au pouvoir avec Naram-Sin, puis Shar-kali-sharri. La fin de règne de ce dernier, à situer dans la première moitié du XXIIe siècle av. J.-C., voit le déclin de l'empire d'Akkad. Les rois d'Akkad qui lui succèdent, et dont les règnes sont marqués par l'effondrement définitif du royaume, ne font apparemment pas partie de la dynastie de Sargon,.
L'impact du règne de Sargon, qui est passé à la postérité comme un des plus grands rois mésopotamiens, a fait l'objet de nombreuses discussions. La prise en compte des règnes d'Enshakushana et de Lugal-zagesi a fait relativiser dans une certaine mesure l'aspect révolutionnaire que l'on a longtemps donné à ses conquêtes : une bonne partie du basculement vers la constitution de royaumes plus vastes (ou « proto-empires ») est à mettre au crédit de ces rois, qui sont les premiers à tenter de dominer la Basse Mésopotamie. La continuité entre les entreprises de ces trois rois incite donc à les envisager de concert : en reprenant de nombreux éléments posés par ceux qui l'ont directement précédé, Sargon se présente par bien des aspects comme le dernier souverain de l'époque des dynasties archaïques. De plus, son entreprise politique est sans doute encore en gestation au moment de sa mort, et il appartient à ses successeurs, qui font face à plusieurs révoltes dans les pays conquis, de la consolider et de l'inscrire dans la durée. Selon P. Steinkeller, l'entité politique formée par Sargon est « au mieux, (…) un projet impérial en élaboration. » C'est sous ses successeurs que se repère l'émergence d'une idéologie et de pratiques « impériales » dans l’État d'Akkad, en particulier sous Naram-Sin (prétention à la domination universelle, divinisation du roi, uniformisation des pratiques administratives), dont le règne représente plus une rupture avec l'époque antérieure que celui de Sargon.
Mais il y a bien des arguments qui incitent à voir dans le règne de Sargon un moment charnière de l'histoire mésopotamienne, élaborant un modèle qui est répété par de nombreux rois après lui, et souvent en référence à ses actes. Concernant les rapports avec les pays voisins, même s'il n'entreprend pas d'intégration politique, Sargon reproduit, et par bien des aspects élabore, l'image du roi conquérant partant dans de longues campagnes militaires pour soumettre des ennemis étrangers. Ces entreprises ont à la fois des dimensions héroïques et cosmologiques, et lui servent à asseoir sa légitimité au cœur de son royaume. Du point de vue territorial, ce roi est le premier à unifier le nord et le sud de la Basse Mésopotamie, même si ce n'est pas forcément le premier à l'envisager ou à l'entreprendre. Selon P. Michalowski : « Sargon, comme cela s'est produit tant de fois dans l'histoire humaine, exploita de manière opportuniste une confluence d'idées contemporaines issues du nord-ouest et du sud tout en se trouvant dans une situation militaire et géopolitique unique qu'il exploita ingénieusement afin d'être l'ultime survivant et le fondateur d'une nouvelle dynastie imprégnée de nouvelles idées politiques. » Ses inscriptions qui proclament ses ambitions hégémoniques posent les bases de l'idéologie royale akkadienne, et ses campagnes militaires définissent les directions dans lesquelles les armées de ses successeurs vont se diriger à nouveau. Selon A. Westenholz, par bien des aspects, Sargon a accompli quelque chose de nouveau, en réalisant d'importantes conquêtes, des expéditions lointaines, aussi en imposant une domination plus dure marquée par la destruction des murailles des villes vaincues. Selon lui, il a sans doute été vu comme un personnage hors norme dès son temps, adulé par certains et probablement haï par bien d'autres. Dans le même sens, selon B. Lafont, il ne faut pas minimiser ses accomplissements, car « il a réellement commencé à créer quelque chose qui n'existait pas auparavant. »

## Un personnage légendaire
La fascination qu'a exercé Sargon sur ses contemporains par ses accomplissements s'est transmise aux générations futures,. Elles l'ont érigé en modèle de roi guerrier et conquérant, l'enveloppant d'une aura qui ne s'est pas tarie durant la longue histoire mésopotamienne, puisqu'on compose encore des œuvres dont il est le protagoniste au VIIIe siècle av. J.-C., plus d'un millénaire et demi après sa mort,. Il a en quelque sorte pour les Mésopotamiens un rôle semblable à celui joué par Alexandre le Grand dans le monde gréco-romain et ses successeurs,.
Selon M. Guichard, « le début du deuxième millénaire marque un tournant essentiel dans l’élaboration de la matière sur Sargon, car c’est à cette période que sont élaborés les principaux récits que nous connaissons et c’est aussi le moment où naît et se développe une tradition pseudo-historique fondée par la science des devins. » Des présages « historiques » évoquent en effet Sargon et les autres rois d'Akkad et présentent des parallèles avec les légendes (des récits « pseudo-historiques ») les concernant. Sargon a dès lors fait l'objet de nombreuses légendes connues par des textes de diverses époques de l'histoire mésopotamienne. En règle générale, ils sont encore mal compris car découverts en quelques exemplaires seulement, qui rendent difficile la reconstitution de leur histoire textuelle. Des textes du début du IIe millénaire av. J.-C. témoignent de diverses traditions légendaires sur Sargon, qui disparaissent ensuite des sources, preuve peut-être que ces traditions n'ont pas été reprises,.
L'intérêt de ces textes pour reconstituer l'histoire du règne de Sargon est depuis longtemps débattu. Ont-ils forcément un noyau historique autour duquel les générations postérieures ont brodé des histoires reprises de leur folklore et d'événements concernant d'autres rois ? Ils ont souvent été utilisés dans les histoires de la période, notamment pour le règne de Sargon qui est très peu documenté par des sources de son temps. Diverses publications, notamment celles de M. Liverani et de P. Michalowski, ont mis en avant le fait qu'il fallait plutôt les analyser en fonction du contexte politique de leur rédaction, et que les historiens modernes étaient souvent trop influencés par ces récits légendaires lorsqu'ils entreprenaient de reconstituer l'histoire de l'empire d'Akkad. De fait, la plupart de ces textes ne présentent pas de points communs avec les inscriptions des rois d'Akkad : leurs auteurs n'avaient probablement qu'une connaissance très limitée de la période des rois d'Akkad, et les ont rédigé en fonction de ce qu'ils croyaient être représentatif de cette période.

### Un roi révéré par ses pairs
Sargon constitue donc le premier unificateur de Sumer et d'Akkad et la figure du premier grand conquérant, ce qui explique qu'à plusieurs reprises des rois mésopotamiens aient cherché à s'inscrire dans sa continuité ou à lui rendre des hommages officiels.
Après sa mort, Sargon est, comme les autres rois d'Akkad, intégré dans des cultes ancestraux qui lui font des offrandes funéraires (kispum). Cela est attesté dès l'époque de la troisième dynastie d'Ur (XXIe siècle av. J.-C.) et à l'époque paléo-babylonienne, au début du XVIIIe siècle av. J.-C. à Mari, alors que cette dernière est dominée par la dynastie de Samsi-Addu, qui se proclame descendant des rois d'Akkad.
Au tournant du XXe siècle av. J.-C. et du XIXe siècle av. J.-C., un roi de la cité d'Assur porte le nom de Sargon (v. 1920-1881 av. J.-C.), ce qui dénote manifestement une volonté de s'inscrire dans la continuité du roi d'Akkad. Un de ses successeurs porte d'ailleurs le nom de Naram-Sin.
La renommée de Sargon s'est étendue au-delà de la Mésopotamie, puisqu'un roi hittite du XVIIe siècle av. J.-C., Hattusili Ier, proclame dans une inscription avoir détruit la cité de Hahha, ce que Sargon n'avait pas fait, bien qu'il ait vaincu les troupes de cette cité.
Le nom de Sargon d'Akkad est repris une dernière fois par un roi mésopotamien, Sargon II d'Assyrie, qui règne de 722 à 705 av. J.-C. Le choix de ce nom de trône semble avoir une valeur programmatique, qui servirait à renforcer sa légitimité alors qu'il a pris le pouvoir par la force, mais aussi à proclamer ses ambitions impériales. Il semble qu'un texte de l'époque, la Géographie de Sargon, et plusieurs oracles historiques néo-assyriens tentent de tracer un lien entre les deux monarques, en faisant correspondre les conquêtes des deux rois, bien que le roi assyrien domine un territoire bien plus vaste que celui de son homonyme. C'est peut-être aussi à ce moment qu'est rédigée la Légende de la naissance de Sargon. Ces textes contiennent pour l'essentiel des éléments imaginaires ou des projections du présent sur le passé, ce qui indique qu'à cette période Sargon d'Akkad est une figure légendaire qui fascine encore dans les cercles du pouvoir (comme c'est aussi le cas pour Gilgamesh), mais aussi qu'on ne connait plus grand chose du roi historique.
Un document chronographique dit que le roi babylonien Nabonide (556-539 av. J.-C.) a retrouvé une des statues de Sargon lors de travaux de restauration du temple de Shamash à Sippar, et a instauré des offrandes pour elle :

« Il (Nabonide) vit l'inscription de Naram-Sin et sans la changer de place, la restaura et y apposa sa propre inscription. Il vit dans cette enceinte sacrée une statue de Sargon, le père de Naram-Sin : la moitié de sa tête était brisée et se désintégrait à la rendre méconnaissable. Étant donné sa révérence envers les dieux et son respect envers la royauté, il convoqua les artisans experts, restaura la tête de cette statue et restitua (son) visage. Il ne la changea pas de place mais l'installa dans l'Ebabbar (et) instaura une oblation pour elle. »

Ce roi consacre aussi une de ses filles comme grande-prêtresse du dieu Sîn à Ur, peut-être pour s'inscrire dans la continuité de Sargon, et aussi de Naram-Sin, qui avaient fait de même en leur temps.

### Les présages «historiques»
Les présages dits « historiques » sont des documents liés à la pratique de la divination, en particulier celle qui lit dans les entrailles des agneaux (hépatoscopie et extiscipine), employée dans les cours de l'époque paléo-babylonienne (v. 2000-1600 av. J.-C.) et également néo-assyrienne (v. 900-600 av. J.-C.). Les plus anciens documents de ce type datent du début du XVIIIe siècle av. J.-C. et proviennent de Mari (Syrie), le site qui a produit le plus de documentations sur la divination pour cette époque. Il s'agit de courts textes sur des modèles de foies en argile inscrits avec des présages courts, par exemple « présage de Kish, relatif à Sargon ». Vers le milieu du IIe millénaire av. J.-C., ces présages sont compilés en série sur de plus longues tablettes, par exemple « présage de Sargon, qui n'avait pas d'égal » ou « Présage de Sargon, qui marcha dans l'obscurité et la lumière vint à lui ». Ils connaissent une dernière phase de compilation et de réorganisation quelques siècles plus tard, attestée par des longues séries de tablettes trouvées dans les capitales néo-assyriennes (v. VIIe siècle av. J.-C.) Ninive et Assur. On y trouve des présages plus développés, par exemple « Présage de Sargon, qui alla au pays de Marhashi, et Ishtar vint à lui avec son éclat lumineux » et « Présage de Sargon, contre qui, sous ce présage, les Anciens de [ou : dans son vieil âge] le pays tout entier se révolta et l'assiégea à Akkad et Sargon vint aux vaincus et les défit et les anéantit, il élimina leur armée populeuse. Il attacha leurs possessions sur eux, il s'écria : « C'est à toi, ô Ishtar ! ».
La question de la fiabilité historique de ces présages est discutée. Pour certains, ils reposent sur des présages qui ont effectivement été accomplis au temps des rois d'Akkad, l'aspect du foie de l'animal a été relevé avec l'événement qui s'est produit et qu'il annonçait donc. Ainsi, en retrouvant plus tard la même configuration dans le foie d'un agneau, les devins pensaient qu'il allait se produire un événement similaire à celui qui avait eu lieu au temps des rois d'Akkad. Pour d'autres en revanche, ces présages ne sont pas fiables : ils ont été rédigés bien après le règne des rois d'Akkad, et ils leur font référence parce que ce sont des figures majeures et évocatrices dans la tradition savante mésopotamienne. Certains oracles font à tout le moins référence à des événements historiques ayant eu lieu durant l'époque d'Akkad, et qui n'avait pas été oubliés, même s'ils peuvent être altérés : la révolte de laquelle Sargon aurait triomphé d'après l'oracle tardif cité ci-dessus fait plutôt référence à l'insurrection générale qui a eu lieu sous le règne de son petit-fils Naram-Sin.
Quels que soient leurs fondements, des motifs sont récurrents dans la tradition oraculaire. Sargon est présenté depuis l'époque paléo-babylonienne comme un personnage marchant de l'ombre vers la lumière. Ce motif n'a pas d'origine connue dans les textes d'Akkad, et sa signification exacte n'est pas déterminée. Il apparaît aussi dans quelques œuvres littéraires sur Sargon. Un autre thème récurrent est lié à ses accomplissements militaires, ce qui renvoie à ses conquêtes et plus généralement sa réputation de roi-guerrier par excellence. Les oracles d'époque tardive s'appesantissent en particulier sur ses expéditions lointaines, ce qui semble faire écho aux conquêtes des rois néo-assyriens, notamment ceux de son homonyme Sargon II (722-705 av. J.-C.). Quant au fait que Sargon soit explicitement présenté dans plusieurs oracles comme un personnage sans rival, cela fait écho à la manière dont il se présente lui-même dans ses inscriptions, ce qui indique qu'elles ont pu servir de modèles. Mais si cela n'est pas assuré car, à l'imitation de Sargon, cette expression était devenue courante dans les inscriptions royales.

### Le poème en sumérien Sargon et Ur-Zababa

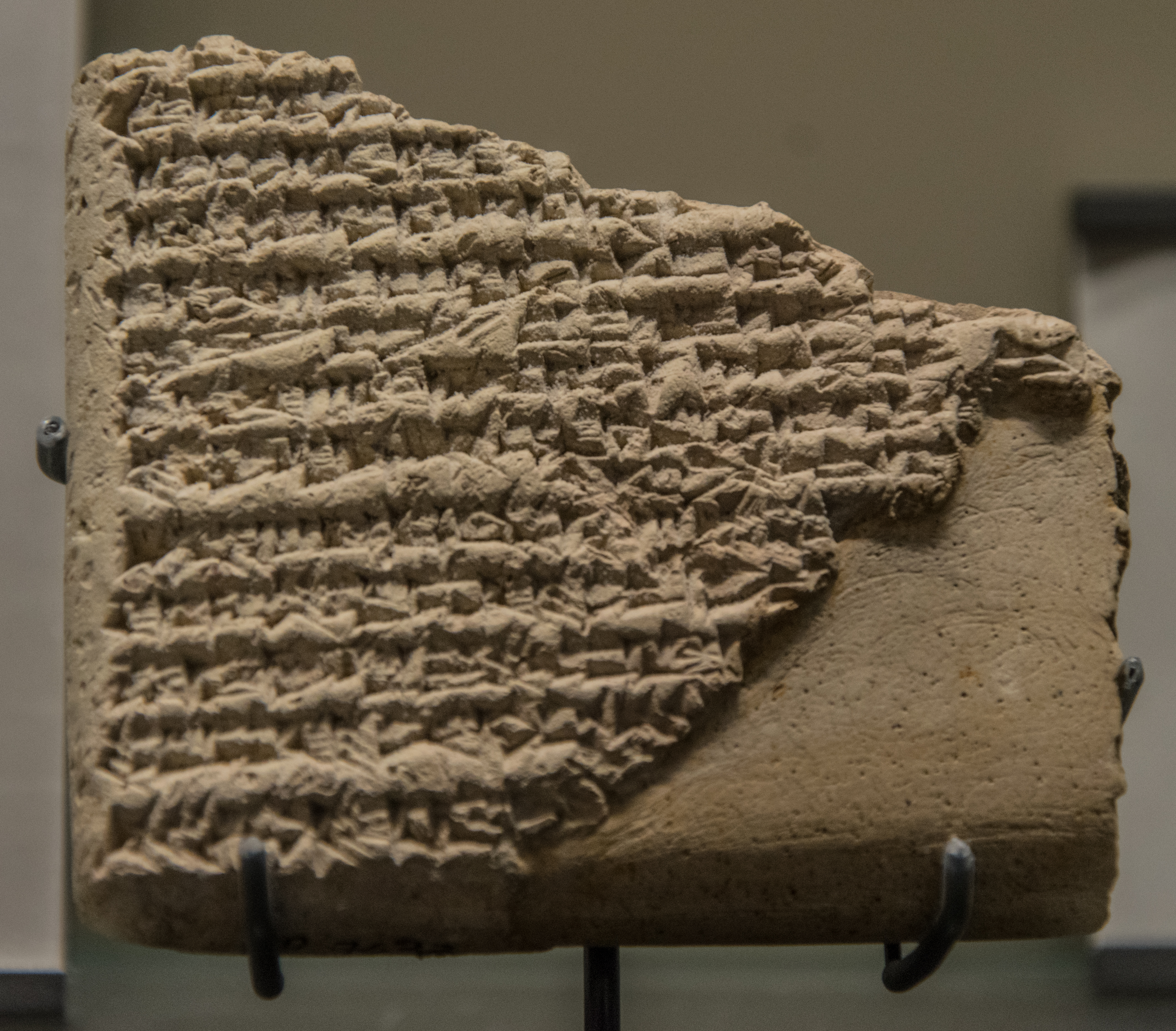
Le poème en sumérien sur Sargon. Tablette du Musée du Louvre.

Le poème écrit en sumérien surnommé Légende sumérienne de Sargon, n'est connu que par deux versions du début du IIe millénaire av. J.-C. provenant de Nippur et d'un endroit indéterminé (Larsa ?), et n'a donc probablement pas été populaire dans l'Antiquité, même s'il s'agit d'une des légendes sur Sargon les plus citées par les historiens, notamment lorsqu'il s'agit de reconstituer sa prise de pouvoir. Le texte, lacunaire et donc difficile à saisir, semble expliquer pourquoi et comment Sargon a pris le pouvoir en renversant le roi de Kish Ur-Zababa, dont il est l'échanson. Sargon reçoit un rêve prémonitoire qu'Ur-Zababa parvient à interpréter comme lui annonçant qu'il sera renversé par son échanson, et il entreprend de s'en débarrasser. Comme souvent dans ce genre de récit, il lutte contre un destin inévitable, chacun de ses stratagèmes échoue car Sargon bénéficie de la protection de la déesse Inanna. Le présage se concrétise, et Sargon monte sur le trône,.
Le principal passage conservé est un duel inégal entre Ur-Zababa et la déesse Inanna, à cause de Sargon qui fait figure de nouvel amant de la déesse. Dès le préambule, il apparaît que les dieux ont retiré leur faveur à Ur-Zababa : « Tout comme Narâm-Sîn dans la Malédiction sur Agadé, le roi de Kiš est averti en songe mais, au lieu de faire pénitence, il tait le message divin. Ce faisant, il ne fait que justifier la sentence divine. L’obsession d’Ur-Zababa, devenu dépressif, est de se débarrasser de son rival. Comme pour contourner Ur-Zababa qui ne veut rien révéler du décret des dieux, Inana visite en songe Sargon qui s’est assoupi sur son lieu de travail. »

« Un beau jour, à la tombée du soir, tandis que Sargon était allé apporter les offrandes régulières au palais, (Ur-Zababa) s’allongea près d’elle (Inanna) dans sa chambre sainte, lieu saint. Il sut (tout) en son for intérieur, mais ne desserra pas les lèvres et n’en parla à personne.

Une fois que Sargon eût délivré les offrandes pour le palais, comme (Ur-Zababa) l’avait promu grand échanson, il le chargea du vaisselier. (Mais) Sainte Inanna œuvrait inlassablement à son côté (Sargon).

Quand 5, puis 10 jours furent passés, le roi Ur-Zababa était aux aguets, il était pris d’un tremblement de peur dans sa (propre) demeure. Tel un fauve, le voilà pissant entre ses jambes et c’était rempli de sang et de pus à l’intérieur, il se sentit épuisé, tel un poisson frétillant dans l’eau saumâtre, il était troublé à cause de lui.

Alors, le grand échanson, dans la brasserie d’Ezina, Sargon ne s’allongea pas pour dormir mais pour rêver. Sainte Inanna dans le rêve les faisait plonger (tous deux) dans une rivière de sang. Sargon en poussant des cris stridents rongea le sol (d’angoisse). Le roi Ur-Zababa ayant entendu ce cri, on le conduisit devant le roi, dans son lieu saint (...) :

— Grand échanson, tu as eu un rêve cette nuit, révèle le message qui t’a été adressé (…).

— Mon seigneur, je vais te décrire mon rêve : Il y avait une jeune femme, sa taille était comme le ciel, sa largeur comme la terre, elle était installée aussi (solidement) que la base d’une muraille. Tu étais contraint de plonger pour moi dans une grande rivière, une rivière de sang.

Alors, Ur-Zababa se mangea les lèvres et la peur l’envahit (traduction M. Guichard). »

Cette histoire est également évoquée dans un passage de la Liste royale sumérienne (voir plus bas),, et dans un autre de la Chronique de l'Esagil, texte babylonien daté au plus tôt des alentours de 1100 av. J.-C.,. Cette tradition littéraire a conduit les historiens à s'interroger sur l'existence de cet Ur-Zababa, non attesté par des inscriptions du temps de Sargon, mais mentionné dans la Liste royale sumérienne, certes pas en tant que prédécesseur direct de Sargon, car plusieurs rois de Kish sont interposés entre les deux. Certains maintiennent comme plausible le scénario d'un Sargon vassal du roi Ur-Zababa de Kish, qui l'aurait renversé pour entamer son ascension,. D'autres en revanche considèrent que jusqu'à preuve du contraire il s'agit entièrement d'une fiction,,. Ces traditions faisant de Sargon un personnage sorti de nulle part pourraient dériver du fait que son ascension et celle d'Akkad ont été perçus comme des phénomènes inattendus, nouveaux, voire une anomalie.

### Les autobiographies

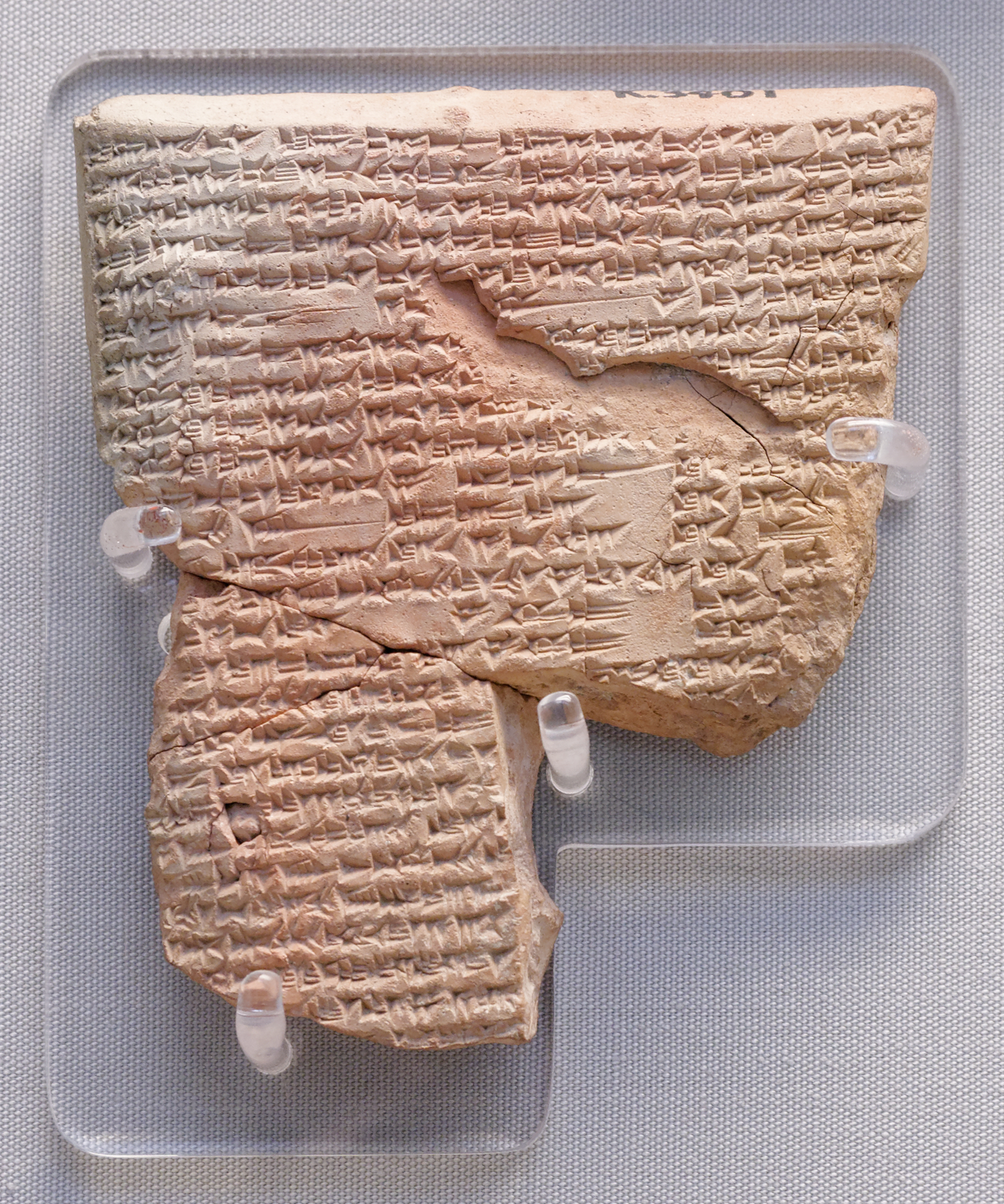
La légende sur la naissance de Sargon. Tablette du provenant de Ninive. British Museum.

La légende de la naissance de Sargon, connue par une tablette du VIIe siècle av. J.-C. fragmentaire (seule les deux premières colonnes sont partiellement préservées) découverte à Ninive relate sa naissance et son accession au pouvoir, dans un récit à la première personne :

« Ma mère était grande prêtresse. Mon père, je ne le connais pas. Les frères de mon père campent dans la montagne. Ma ville natale est Azupiranu [« ville du safran » ?], sur les bords de l’Euphrate. Ma mère, la grande prêtresse, me conçut et m’enfanta en secret. Elle me déposa dans une corbeille de roseaux, dont elle scella l’ouverture avec du bitume. Elle me lança sur le fleuve sans que je puisse m’échapper. Le fleuve me porta ; il m’emporta jusque chez Aqqi, le puiseur d’eau. Aqqi le puiseur d’eau me retira [du fleuve] en plongeant son seau. Aqqi le puiseur d’eau m’adopta comme son fils et m’éleva. Aqqi le puiseur d’eau m’enseigna son métier de jardinier. Alors que j’étais jardinier, la déesse Ištar se prit d’amour pour moi et ainsi j’ai exercé la royauté pendant cinquante-six ans. (traduction R. Labat). »

Ce texte semble purement fictionnel, car le passage connu ne témoigne d'aucune connaissance sur la période d'Akkad. C'est un récit pseudo-autobiographique, dont la rédaction semble contemporaine au règne de Sargon II, à la fin du VIIIe siècle, peut-être pour appuyer sa légitimité sur le trône. Il présente des parallèles avec d'autres récits du Proche-Orient ancien et d'au-delà qui développent le même thème du personnage abandonné à sa naissance promis à un destin hors du commun : la naissance de Moïse dans la Bible hébraïque, celle de Cyrus le Grand rapportée par Hérodote, ou encore la naissance de Rémus et de Romulus à Rome.
Un autre texte autobiographique en akkadien, Moi, Sargon ou Je suis Sargon (anāku Šarrukīn, son incipit), est plus ancien puisqu'il date de l'époque paléo-babylonienne. Seules ses premières lignes sont connues.

### Les récits guerriers
Plusieurs légendes sur Sargon d'époque paléo-babylonienne (v. 2000-1600 av. J.-C.) font évidemment référence à des conquêtes militaires, qui sont pour l'essentiel fictives.
C'est le cas de celle que les historiens modernes ont intitulé Sargon, roi du combat, qui relate les conquêtes de Sargon. Ces légendes sont connues par plusieurs tablettes échelonnées sur plus d'un millénaire (du début du IIe millénaire av. J.-C. jusqu'à l'époque néo-assyrienne) et retrouvées un peu partout au Proche-Orient : un exemplaire en hittite a été mis au jour à Hattusha, capitale des Hittites, ainsi qu'une version akkadienne du récit à Tell el-Amarna, en Égypte, ce qui montre que la légende de Sargon trouvait un écho au-delà de la Mésopotamie. Il relate la campagne de Sargon contre la cité de Purushanda, située en Anatolie, qu'il entreprend en raison d'un appel de marchands mésopotamiens commerçant dans cette région lointaine. Le roi de Purushanda est au départ persuadé que Sargon ne pourra jamais l'atteindre, mais ce dernier met fin à ses espoirs et lui inflige une défaite humiliante. Le récit se clôt par un défi lancé aux générations royales futures d'égaler les accomplissements de Sargon. Ce récit ne fait probablement pas référence à une campagne qui a eu lieu sous le règne de Sargon,.

« (Discours d'un général de Sargon) Affronte l’arme de l’ennemi ! Notre adversaire, broie-le ! Je m’exalterai alors pour toi, Ô roi ! Et je ferai retentir pour toi mes acclamations. Que ta stature se dresse devant leurs statures ! L'égide qui les couvrait a disparu, un génie protecteur a, pour mon maître, sauvegardé la ville. De sa propre main. il t’a comblé de troupes. Leur descendance (?) fait [monter vers toi (?)] des acclamations. Quarante-mille (hommes), d'accord, [t'appellent (?)] : (Ces gens par trois-mille ra[ngés], ces chefs ceints de pectoraux d'or sur la proue de leurs poitrines, ces hommes de fer, instigateurs de stratagèmes qui, dépouillant le vêtement des purs savent allier, par malice, la sagacité au courage : tous ces gens qui, tels des étoiles couvrent la plaine ! ». 

Or Sargon s'en allait vers le pays d'Utanapashtim. Soudain le bois est en feu : son incendie a changé en ténèbres la lumière des cieux. Le soleil s'est obscurci. Les grandes étoiles apparaissent à l'ennemi. Les préposés aux remparts ennemis, à grands cris, vers la ville rameutent tous ensemble gros et petit bétail : ils abandonnent leur faction. Alors, la horde d'Akkad, qui les a entendus, la horde d'Akkad bloque les battants de la porte. Elle a fait de la ville un morceau de ruine. Sur 50 double-lieues à l'entour du palais, nul oiseau (désormais) ne trouva plus de gîte. Le rat (seul) y rongea. (…)

Le pays de Barhlalzi (?) j’ai vaincu et son agriculture j’ai réduit à néant (…), j’ai vaincu et [j'ai inscrit (?)] (son) destin sur sa face. [A]murru] j’ai vaincu et la terreur  j’y ai répandu. Subar[u) (?) j'ai vaincu et  Mutiabal (?) j'ai vaincu et  (…) en radeau (…) j’ai (...) Karkemis (?) j’ai vaincu et  je lui ai imposé le fouet. [Les Turukk]éens (?) j’ai vaincu et ... [L'Elam (?) j'ai vaincu] et son [ravitaillement (?)] j'ai coupé, et j’y ai fait régner le deuil. Na...zam (?) j'ai vaincu, mais ils implorèrent (ma) grâce et je (leur) prêtai l’oreille. Depuis que je les ai (ainsi) pris, puis libérés (?), devant son [dieu (?)] Silama. Sargon, à l’égal d’une mère, gloriﬁe. Maintenant, (tout) roi qui voudra se dire mon égal, partout où j'ai porté mes pas, lui, qu’il porte les siens ! » (traduction J. Nougayrol). »

Parmi les autres légendes sur des conquêtes de Sargon, Sargon le héros conquérant, connu par une tablette de la fin du XVIIIe siècle av. J.-C., insiste plus spécifiquement sur les qualités héroïques du roi. Il commence par une harangue du roi à ses troupes vantant la force, la vigueur et l'héroïsme (qurādūtum). Puis les troupes partent en campagne, traversent une forêt qui leur est hostile, le plongeant dans l'obscurité, épreuve dont elles ressortent triomphante, évocation du passage de l'ombre à la lumière présent aussi dans les oracles historiques. La suite du texte évoque la prise de Simurrum, effectivement mentionnée dans les inscriptions du Sargon « historique ». Le récit s'achève par des paroles de Sargon à ses troupes jetant un défi aux rois qui sont amenés à lui succéder,.
Daté de la même période et connu par un exemplaire provenant de Tell Harmal (Shaduppum), Sargon dans les contrées étrangères est également un récit militaire, dont la trame ne peut être reconstituée avec certitude en raison de l'état trop fragmentaire de la tablette. Il est apparemment assez similaire au précédent, Sargon évoquant à ses troupes son projet de prendre la cité de Mardaman, mais cette fois-ci il doit débattre pour les convaincre et qu'elles se mettent en route. La ville ennemie est prise, et sur le chemin du retour les troupes doivent là aussi traverser une forêt obscure,.
Sargon, le lion, est connu par deux exemplaires encore plus fragmentaires que pour le précédent. Il évoque une campagne en pays élamite. Son titre moderne lui vient du fait que dans un passage à la première personne Sargon s'y présente comme un lion rugissant,.

### Autres textes
Sargon est évoqué dans la Liste royale sumérienne, chronique historique reconstituant le passé mythifié de la royauté de Basse Mésopotamie, de manière que la région apparaisse comme ayant toujours été unifiée sous la coupe d'une succession de dynasties (dont celle d'Akkad) dont elle égrène les noms des rois (pour la plupart fantaisistes). Il fait partie des quelques rois dont le règne est accompagné d'une courte notice indiquant des événements significatifs, ayant des parallèles avec la tradition littéraire le concernant : « À Akkad, Sargon — son père était jardinier —, l'échanson d'Ur-Zababa, le roi d'Akkad, celui qui fonda Akkad, fut roi ; il régna 56 ans (55 ans dans une variante). »
D'autres textes plus atypiques et provenant pour certains de cités extérieures à la Basse Mésopotamie témoignent de la richesse des traditions sur Sargon.
Un texte retrouvé uniquement à Mari (Syrie) témoignant d'une tradition locale sur ce roi relate que la cité, prise par Sargon, a vu des šakkanakku (gouverneurs militaires) contrôler l'activité de rois maintenus en place.
Un texte paléo-assyrien daté du XIXe siècle av. J.-C. se présente comme un récit à la première personne d'une campagne de Sargon, qui tranche du reste du corpus concernant le Sargon légendaire par sa tonalité burlesque et satirique, qui moque les inscriptions royales akkadiennes. Sargon dit qu'il défait 70 villes en un jour, fait leurs rois prisonniers, et jure que c'est la vérité. L'épisode suivant rapporte comment il court après une gazelle mais déchire son pantalon. Il organise ensuite un banquet avec un millier de ses échansons, mais le cuisinier cuit trop longtemps la viande, et est puni d'une amende. Puis il amène une image de lui-même sur l'Amanus.
On possède également deux lettres fictives à tonalité satirique issues du milieu scolaire, provenant de Nippur et d'Ur. Dans la seconde, Sargon convoque 170 personnes exerçant des métiers spécialisés (mais aucun soldat), pour une expédition contre Purushanda,.
La Géographie de Sargon, texte daté du milieu du Ier millénaire av. J.-C., fait l'inventaire des cités dominées par Sargon d'Akkad, et donne les distances entre elles. Il ne s'agit pas d'une description de l'empire d'Akkad, mais plutôt d'une liste des conquêtes du roi néo-assyrien Sargon II, que l'on chercherait de la sorte à placer dans la continuité de son illustre homonyme.
Enfin, les catalogues de bibliothèques mentionnent aussi des incipit (ayant valeur de titre d’œuvre littéraire en Mésopotamie ancienne) de légendes sur Sargon qui n'ont pas été retrouvées, comme « Sargon l'illustre » à l'époque néo-assyrienne.

## Dans la culture contemporaine
- La campagne sumérienne de l'extension Return of Rome d'Age of Empires II : Definitive Edition lui est consacré.

### Sources primaires
- Edmond Sollberger et Jean-Robert Kupper, Inscriptions royales sumériennes et akkadiennes, Paris, Le Cerf, coll. « Littératures anciennes du Proche-Orient », 1971, p. 97-100
- (en) Douglas Frayne, The Royal inscriptions of Mesopotamia, Early periods : vol. 2, Sargonic and Gutian periods : 2334-2113 BC, Toronto, Toronto University Press, 1993, p. 7-39

### Articles synthétiques
- Francis Joannès, « Sargon Ier (d'Akkad) », dans Francis Joannès (dir.), Dictionnaire de la civilisation mésopotamienne, Paris, 2001, p. 754-756
- (de) Walther Sommerfeld, « Sargon von Akkade », dans Reallexikon der Assyriologie und Vorderasiatischen Archäologie, vol. XII/1-2, 2009, p. 44-49

### Empire d'Akkad
- (en) Sabina Franke, « Kings of Akkad: Sargon and Naram-Sin », dans Jack M. Sasson (dir.), Civilizations of the Ancient Near East, New York, Scribner, 1995, p. 831-841
- (en) Aage Westenholz, « The Old Akkadian Period: History and Culture », dans Walther Sallaberger et Aage Westenholz, Mesopotamien: Akkade-Zeit und Ur III-Zeit, Fribourg et Göttingen, Universitätsverlag Freiburg Schweiz et Vandenhoeck & Ruprecht, coll. « Orbis Biblicus et Orientalis », 1999, p. 17-118
- (en) Benjamin R. Foster, The Age of Agade : Inventing empire in ancient Mesopotamia, Londres et New York, Routledge / Taylor & Francis Group, 2016
- Bertrand Lafont, « Akkad, l'empire charismatique (2330-2100) », dans Bertrand Lafont, Aline Tenu, Philippe Clancier et Francis Joannès, Mésopotamie : De Gilgamesh à Artaban (3300-120 av. J.-C.), Paris, Belin, coll. « Mondes anciens », 2017, p. 165-199
- (en) Ingo Schrakamp, « The Kingdom of Akkad: A View from Within », dans Karen Radner, Nadine Moeller et Daniel T. Potts (dir.), The Oxford History of the Ancient Near East, Volume 1: From the Beginnings to Old Kingdom Egypt and the Dynasty of Akkad, New York, Oxford University Press, 2020, p. 612-685
- (en) Piotr Michalowski, « The Kingdom of Akkad in Contact with the World », dans Karen Radner, Nadine Moeller et Daniel T. Potts (dir.), The Oxford History of the Ancient Near East, Volume 1: From the Beginnings to Old Kingdom Egypt and the Dynasty of Akkad, New York, Oxford University Press, 2020, p. 686-764

### Tradition littéraire
- (en) Joan Goodnick Westenholz, Legends of the Kings of Akkade, Winona Lake, Eisenbrauns, 1997
- Michael Guichard, « Histoire et philologie de la Mésopotamie », Annuaire de l'École pratique des hautes études (EPHE), Section des sciences historiques et philologiques, vol. 147,‎ 2016, p. 17-23 (lire en ligne)